# Mamert Dłuski
Mamert Dłuski (ur. 1788, zm. 29 grudnia 1843 w Gräfenbergu) – generał brygady, właściciel wsi Dziebędów.
Od 1809 w armii Księstwa Warszawskiego. Walczył w kampaniach napoleońskich 1809, 1812-1813 pod Tarnopolem, Mińskiem, Borysowem, Gabel, Lipskiem, Hanau. Od 1815 w armii Królestwa Polskiego jednak w 1818 podał się do dymisji i osiadł w Kaliskiem.
W powstaniu listopadowym 1831 walczył w Kaliskiem, potem został dowódcą 1 Pułku Jazdy Kaliskiej. Walczył pod Grochowem i Wawrem. Uczestniczył w operacji pod Liwem, a potem walczył w obronie Warszawy. Wraz z korpusem Rybińskiego przedostał się do Prus.
Był członkiem loży wolnomularskiej Bracia Zjednoczeni w pierwszym stopniu rytu („uczeń”). 

## Odznaczenia
- złoty krzyż Orderu Virtuti Militari,
- krzyż kawalerski Legii Honorowej